# Andrei Paulet
Andrei Sergei Paulet (ur. 18 kwietnia 1988) – nowozelandzki zapaśnik walczący w stylu wolnym. Zajął 35. miejsce na mistrzostwach świata w 2010. Ósmy na igrzyskach Wspólnoty Narodów w 2010. Wicemistrz Oceanii w 2010. Mistrz Oceanii w zapasach plażowych w 2010 roku.